# Iuri Tumanean
Iuri Tumanean (n. 7 februarie 1938, Tașkent, RSS Uzbekă) este un arhitect kazah, autor al proiectelor mai multor clădiri cu scop administrativ din RSS Moldovenească.

## Biografie
A absolvit în anul 1961 cursurile Facultății de Arhitectură a Politehnicii din Tașkent. Până în 1975, el și-a desfășurat activitatea profesională în Kazahstan. 
În anul 1975, Iuri Tumanean este numit în funcția de arhitect-șef la Institutul de proiectare "Kișinevgorproekt" din RSS Moldovenească (în prezent, Republica Moldova). În colaborare cu alți arhitecți, el a elaborat proiectele clădirii Casei prieteniei cu țările străine (1982, astăzi "Casa naționalităților"), ale clădirii Prezidiumului Suprem al RSSM-ului (1984, astăzi Președinția Republicii Moldova) și a participat la sistematizarea unor străzi și pieți din Chișinău. Ca o recunoaștere a activității sale, a fost distins cu titlul de Laureat al Premiului de Stat al URSS-ului (1982).  